# جيمي إنجولفينت
جيمي إنجولفينت (بالفرنسية: Jimmy Engoulvent)‏ مواليد 7 ديسمبر 1979 في لو مان، هو دراج فرنسي في صنف سباق الدراجات على الطريق.

## سجل المراكز
- حقق المركز الأول في طواف ألزاس 2009 المرحلة 4
- حقق المركز الأول في أربعة أيام من دونكيرك 2010

## وصلات خارجية
- الموقع%20الرسمي

## روابط خارجية
- جيمي إنجولفينت على موقع الاتحاد الدولي للدراجات (الإنجليزية)
- جيمي إنجولفينت على موقع أرشيف الدراجات (الإنجليزية)
- جيمي إنجولفينت على موقع إحصائيات الدراجات الإحترافية (الإنجليزية)
- جيمي إنجولفينت على موقع نسبة الدراجات (الإنجليزية)
- جيمي إنجولفينت على موقع CycleBase (الإنجليزية)